# Бандалетов, Сергей Михайлович
Сергей Михайлович Бандалетов (1918—1985) — советский казахстанский геолог, доктор геолого-минералогических наук (1972). Лауреат Государственной премии Казахской ССР (1982).

## Биография
Участник Великой Отечественной войны. Награждён медалью «За боевые заслуги», орденами Отечественной войны II степени, Красной Звезды.
В 1948 году окончил Московский государственный университет. В 1948—1983 годах — научный сотрудник, заведующий лабораторией в Институте геологических наук АН Казахской ССР.
Основные научные труды посвящены исследованию общей геологии, стратиграфии и палеогеографии силура Казахстана. Начинал исследования под руководством Р. А. Борукаева.
В 1948—1958 годах собрал и обобщил большой фактический материал по северу и северо-востоку Казахстана. Внёс вклад в нахождение палеонтологически охарактеризованных силурийских отложений в Ерементау-Баянаульском и Чингиз-Тарбагатайском районах Казахстана.
Работал в составе международной подкомиссии по силуру в качестве постоянного члена-корреспондента, участвуя в обсуждении стратиграфических вопросов. В 1971 году выступал с докладом о стратиграфии силура Казахстана на международном симпозиуме в Бресте (Франция). В 1973 году выступал в Польше и Чехословакии.
В 1973—1983 годах в составе группы геологов проводил исследования по литологии и биостратиграфии токрауских и пограничных с ними отложений. В результате были уточнены детали строения разреза, особенности состава пород, собраны коллекции граптолитовой и ракушняковой фауны в стратотипической площади у горы Кокбайтал.
В 1982 году он, вместе с группой коллег (Беспалов В. Ф., Ергалиев Г. X., Ившин Н. К., Никитин И. Ф. и Борукаев Р. А. — научный руководитель), был награждён Государственной премией КазССР за работу «Стратиграфия и палеонтология нижнего палеозоя Казахстана».

## Сочинения
- Силур Казахстана, 1971.
- Границы ордовика и силура Казахстана, 1980 (соавтор).